# Aromobates ornatissimus
Espèce
Aromobates ornatissimus est une espèce d'amphibiens de la famille des Aromobatidae.

## Répartition
Cette espèce est endémique de l'État de Trujillo au Venezuela. Elle se rencontre à Carache à 2 350 m d'altitude dans la cordillère de Mérida.

## Publication originale
- Barrio-Amorós, Rivero & Santos, 2011 : A new striking dendrobatid frog (Dendrobatidae: Aromobatinae, Aromobates) from the Venezuelan Andes. Zootaxa, no 3063, p. 39-52.